# Der Ölprinz
Der Ölprinz —título en alemán traducible como «El Príncipe del Petróleo»— es una película germano-yugoslava de 1965 protagonizada por Stewart Granger y Pierre Brice. Es el quinto eurowestern de la serie de Winnetou producida por Rialto Films. Fue estrenada en español con los títulos de A flechas y fuego y El asalto de los apaches. Fue rodada en Eastmancolor y Ultrascope.

## Sinopsis
Un individuo que se hace llamar el «Príncipe del petróleo» se dedica a robar y estafar con ayuda de un sicario lanzador de cuchillos y una banda de forajidos. Puesto que le estorba una caravana de colonos que se dirige a unas tierras ocupadas por los navajos y los utes, asesina al guía que les ha enviado Old Surehand y lo sustituye por uno de sus hombres. Surehand se percata del crimen y, cuando interroga al falso guía, este es asesinado por orden del Príncipe.
Mientras tanto, Winnetou negocia con utes y navajos para que cedan gratuitamente tierras a los colonos ya que estos carecen de medios de pago. Antes de que parta la caravana, los bandidos infiltran en ella a Richard, un tahúr a quien han descubierto haciendo trampas en el juego. Sin embargo, este se enamora de Lizzy, una de las colonas, y traiciona a los forajidos. El ataque de los bandidos es rechazado con la ayuda de Old Surehand y Winnetou, y los agresores sufren fuertes pérdidas.
Ante el fracaso de su ataque, el villano cambia de táctica. Sabedor por su sicario de que uno de los colonos llamado Bergmann, guarda una gran cantidad de dinero, informa a Mokaschi —jefe de los utes— de que los colonos no son pobres como le han dicho. Cuando el hijo del jefe registra la caravana es asesinado por el lanzador de cuchillos. Mokaschi, creyendo que ha sido engañado por Old Surehand y que el asesino de su hijo es Bergmann, anuncia un ataque contra la caravana. Mientras Surehand y Winnetou salvan a varios colonos arrastrados por el río en una balsa, el villano consuma la estafa a un ambicioso empresario al que vende un falso pozo de petróleo. Cuando tiene el cheque, asesina al infeliz y a sus propios hombres. Sin embargo, Old Surehand le captura y mata al asesino de los cuchillos. Demuestra a Mokaschi quién mató a su hijo y le entrega al «Príncipe» para que sea torturado y ejecutado. Los colonos se establecen felizmente en las tierras cedidas por los indios.

## Producción
Tras la realización de Unter Geiern, el productor Horst Wendlandt se encontró con que seguía teniendo el mismo problema: Lex Barker seguía ocupado trabajando para otra productora y no podía protagonizar el filme. La solución fue la misma que en el film anterior; contratar a Stewart Granger para que encarnase de nuevo a Old Surehand, un sustituto de Old Shatterhand. Sin embargo, en esta ocasión Wendlandt no contó con los socios franceses e italianos de las anteriores películas y, quizá por ello, escatimó los medios. El director y guionista Harald Philipp carecía de la habilidad de Harald Reinl o incluso de Alfred Vohrer. Además utilizó imágenes del incendio rodado en Winnetou 2. Teil para el del inicio de la película. Aunque siguió contando con el músico Martin Böttcher y el montador Hermann Haller, la calidad disminuyó respecto a los anteriores episodios de la serie, lo que marcaría el inicio del declive de esta.

## Intérpretes y personajes
Puesto que Lex Barker seguía ocupado rodando películas basadas en novelas de Karl May para la productora rival dirigida por Artur Brauner, Wendlandt volvió a recurrir a Stewart Granger. Como en Unter Geiern, se renombró a Old Shatterhand como Old Surehand, si bien en esta ocasión el actor londinense encabezó el reparto en los créditos. Le acompañó el imprescindible actor francés Pierre Brice encarnando a Winnetou, el noble jefe de los apaches.
El imprescindible papel del villano fue atribuido esta vez al alemán Harald Leipnitz, quien interpretó al personaje que da título a la película, un individuo codicioso y cruel que recibirá su merecido al final. Como era habitual en la serie, se incorporó a una guapa joven que viaja en la caravana de colonos y que fue interpretada por la francesa de origen eslavo Macha Méril. Nuevamente se aprecia una reutilización en la serie de los mismos intérpretes restando así credibilidad a la historia. El joven italiano Mario Girotti interpreta a Richard, un tahúr que inicialmente colabora con los bandidos pero que se redimirá por amor. Girotti ya había aparecido desempeñando otros roles diferentes en Winnetou 2. Teil y Unter Geiern. Un caso similar es el del estadounidense Walter Barnes, quien había trabajado anteriormente en Winnetou 1. Teil y Unter Geiern y en esta ocasión encarna al honesto jefe de la caravana.
El elemento cómico fue doble. Por un lado, el actor yugoslavo conocido como Paddy Fox volvió a interpretar a Old Wabble, el torpe amigo de Old Surehand. Por otro, el cómico y músico alemán Heinz Erhardt encarnó a un músico de la misma nacionalidad que viaja con los colonos. El reparto fue completado con algunos actores germanos y los habituales yugoslavos en papeles menores.

### Reparto
| - Stewart Granger — Old Surehand - Macha Méril — Lizzy - Antje Weisgerber — La señora Ebersbach - Gerhard Frickhöffer — Kovacz - Slobodan Dimitrijevic — Cuchillo - Mavid Popovic — Mokaschi | - Pierre Brice — Winnetou - Mario Girotti — Richard - Paddy Fox — Old Wabble - Veljko Maricic — Bergmann - Davor Antolic — Paddy | - Harald Leipnitz — El Príncipe del petróleo - Walter Barnes — Campbell - Heinz Erhardt — Hampel - Dusko Janicijevic — Butler - Zvonimir Crnko — Billy Forner - Ilija Ivezic — Webster |